# جمال الشهاب
جمال الشهاب ، وزير الشئون الاجتماعية والعمل ووزير العدل السابق في الكويت 2007.

## عن حياته
ولد المحامي جمال احمد شهاب محمد الشهاب ، في الكويت عام 1957 ، وهو خريج جامعة الكويت - كلية الحقوق ، عمل وكيلاً مساعداً بوزارة العدل منذ سنة 1993 إلى سنة 1997 وخلال ذلك كان مسؤولاً عن قطاع الشؤون القانونية والعلاقات الدولية وشؤون قصر العدل وفي ديسمبر 1998 ، وعين وكيلاً مساعداً بوزارة التخطيط معنياً بالشؤون الادارية ببرنامج الامم المتحدة الانمائي وتقاعد من العمل الحكومي في يناير 2002 ، وتفرغ للمحاماة من خلال العمل في مكتبه الخاص وذلك بعد تقاعده.

## سيرته العلمية والعملية
- تخرج في جامعة الكويت كلية الحقوق والشريعة سنة 1980.
- مقيد في سجل المحامين المشتغلين بالكويت منذ سنة 1980.
- عين معيدا في كلية الحقوق قسم القانون منذ سنة 1980 وحتى سنة 1983 والتي من خلالها التحق ببرنامج دبلوم القانون العام بجامعة الملك محمد الخامس بالمملكة المغربية.
- عين الشهاب وكيلا مساعدا بوزارة العدل منذ سنة 1993 إلى سنة 1997 وخلال ذلك كان مسؤولا عن قطاع الشؤون القانونية والعلاقات الدولية وشؤون قصر العدل.
- في ديسمبر 1998 عين وكيلا مساعدا بوزارة التخطيط معنيا بالشؤون الإدارية والمالية.
- ثم أصبح وكيلا مساعدا للدعم الفني والتنموي ممثلا للكويت في العلاقات ببرنامج الأمم المتحدة الإنمائي.
- تقاعد من العمل الحكومي في يناير 2002 وتفرغ للعمل الحر في المحاماة والاستشارات القانونية.
- شغل منصب وزير الشئون الاجتماعية والعمل ووزير العدل في الفترة من عامي 2007 - 2008.
- شغل منصب وزير العدل ووزير الأوقاف والشؤون الإسلامية ووزير الشؤون القانونية في الفترة من عامي 2012 - 2013.

## وصلات خارجية
- جمال أحمد الشهاب